# Llista d'alcaldes de Tàrrega
Llista d'alcaldes de Tàrrega del període amb eleccions sota la Constitució Espanyola de 1978.
| Període     | Alcalde o alcaldessa          | Partit polític  | Data de possessió | Observacions |
| ----------- | ----------------------------- | --------------- | ----------------- | ------------ |
| 1979–1983   | Eugeni Nadal Salat            | Logotip de CiU  | 19/04/1979        | --           |
| 1983–1987   | Eugeni Nadal Salat            | independent     | 23/05/1983        | --           |
| 1987–1991   | Delfí Robinat Elías           | independent     | 30/06/1987        | --           |
| 1991–1995   | Frederic Gené i Ripoll        | Logotip de CiU  | 15/06/1991        | --           |
| 1995–1999   | Frederic Gené i Ripoll        | Logotip de CiU  | 17/06/1995        | --           |
| 1999–2003   | Frederic Gené i Ripoll        | Logotip de CiU  | 03/07/1999        | --           |
| 2003–2007   | Joan Amèzaga i Solé           | Logotip del PSC | 14/06/2003        | --           |
| 2007–2011   | Joan Amèzaga i Solé           | Logotip del PSC | 16/06/2007        | --           |
| 2011–2015   | Rosa Maria Perelló Escoda     | Logotip de CiU  | 11/06/2011        | --           |
| 2015–2019   | Rosa Maria Perelló Escoda     | Logotip de CiU  | 13/06/2015        | --           |
| 2019-2023   | Maria Alba Pijuan i Vallverdú | Logotip d'ERC   | 15/06/2019        | --           |
| Des de 2023 | Maria Alba Pijuan i Vallverdú | Logotip d'ERC   | 17/06/2023        | --           |